# Andris Andreiko
Andris Andreiko, né le 17 octobre 1942 à Riga et mort le 10 mars 1976 à Riga, est un damiste soviétique qui a été trois fois champion du monde (1968, 1969, 1972), une fois champion d'Europe (1974) et huit fois champion d'URSS (nl) (1961, 1965, 1966, 1968, 1970-1972, 1975).

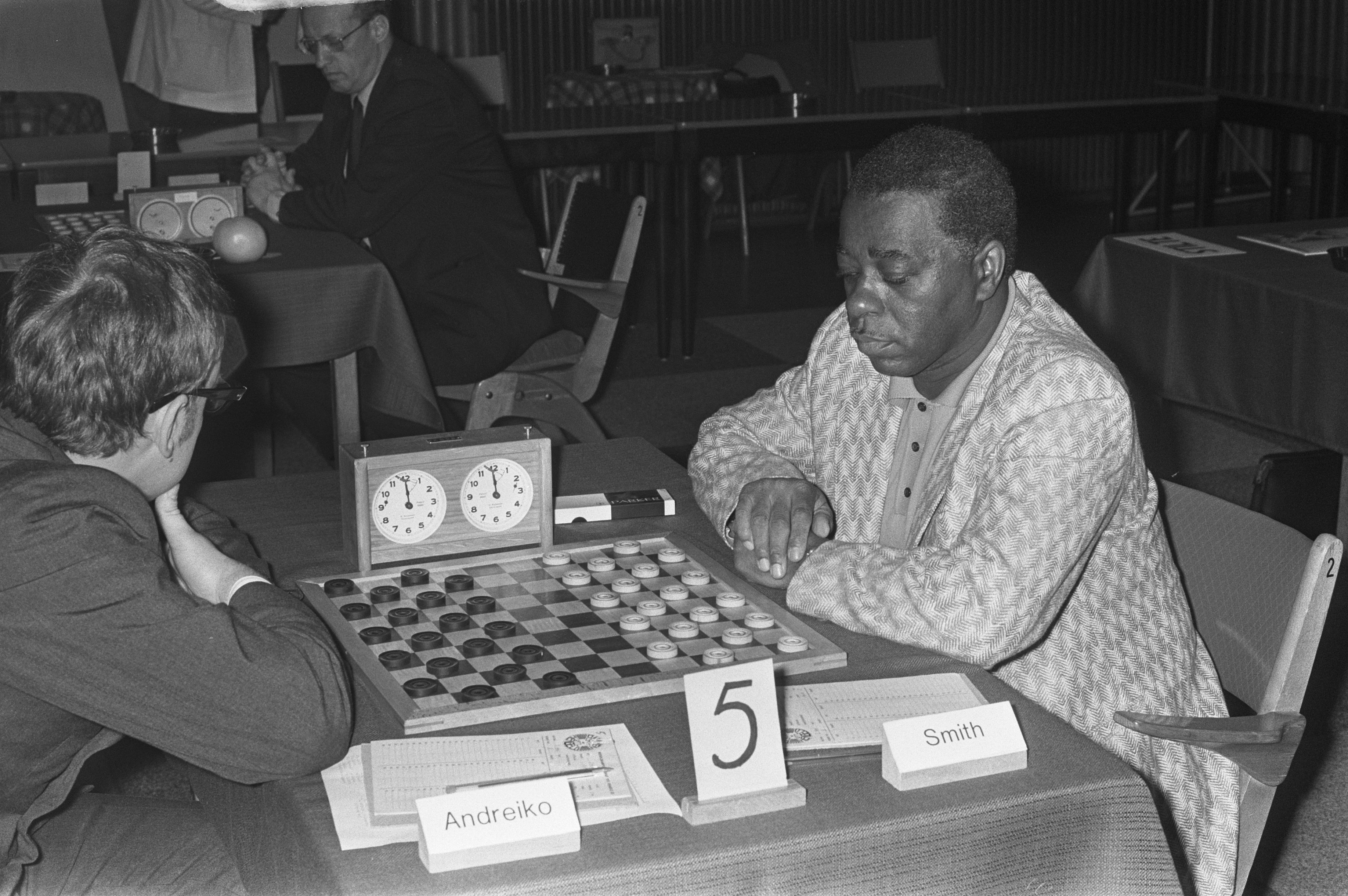
Andris Andreiko (à gauche) en 1972 aux championnats du monde de dames internationales contre Carl Smith.

## Meurtre
Andreiko a été assassiné par Igor Vasenin, qui a profité de son alcoolisme pour le tuer à coups de fer à repasser afin de le cambrioler. Il croise par hasard l'ex-femme d'Andreiko en repartant, et se sachant reconnu se rend de lui-même à la police pour éviter la peine de mort.

## Liens
- VIAF
- ISNI
- Pays-Bas
- Lettonie